# Tegelön

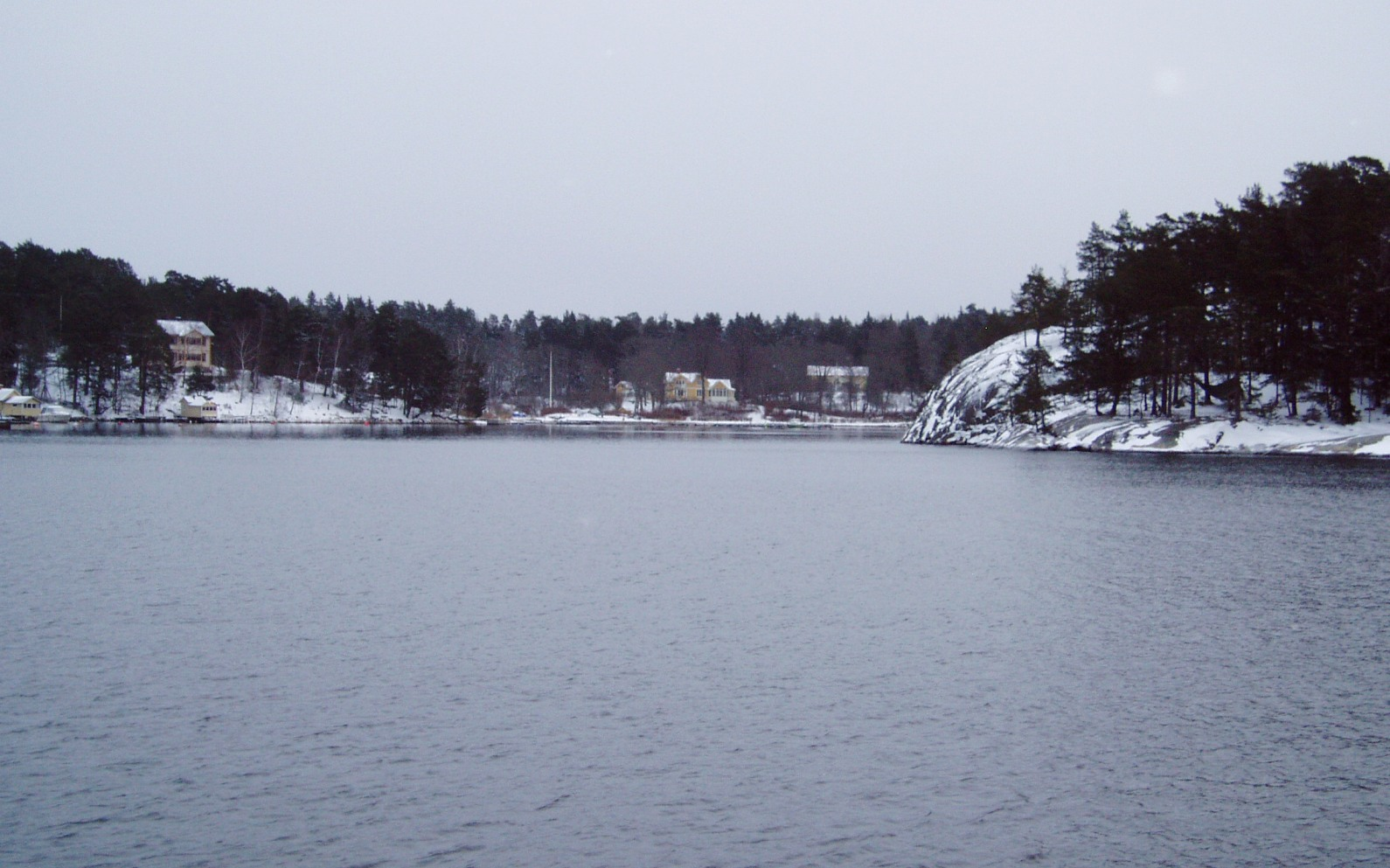
Blick von Südwesten auf Tegelön, rechts Getholmen

Tegelön ist eine zu Schweden gehörende Insel im Stockholmer Schärengarten.

## Lage
Die Insel gehört zur Gemeinde Nacka und liegt im Höggarnsfjärden, südlich der von Stockholm zur Ostsee führenden Schiffspassage. Tegelön ist von mehreren kleineren Inseln umgeben. Im Norden liegen Lördan, Fredan und Onsdan och Torsdan, östlich Tisdan und Måndan sowie südlich Getholmen. Tegelön ist bewohnt, wobei vor allem Sommerhäuser bestehen. Die in Teilen bewaldete Insel erstreckt sich von Westen nach Osten über etwa 1,5 Kilometer und von Norden nach Süden, bei einer Breite von bis zu ungefähr 450 Metern.
Öffentliche Fährverbindungen bestehen über den Landungssteg Tegelön brygga auf der Nordseite der Insel.

## Geschichte
Eine erste urkundliche Erwähnung der Insel ist aus den 1530er Jahren überliefert. Der Name der Insel lautete damals noch Maderö. Von 1667 bis in die 1880er Jahre gehörte Tegelön zum Bauernhof Velamsunds gård. Im 17. und 18. Jahrhundert befand sich an einer Bucht auf der Südseite der Insel eine Ziegelei, auf deren Existenz der Name der Insel zurückgeht. Tegel ist der schwedische Begriff für Backstein. In den 1850er Jahren entstanden einige Sommervillen auf Tegelön. In den 1870er Jahren wurde die Insel an Alfred Sandahl verpachtet, der einige Sommerhäuser errichten ließ. 1880 erwarb der Kaufmann Emil Egnell Velamsunds gård und ließ noch weitere Villen errichten. 1880 bestanden auf Tegelön 17 Villen. In den 1880er und 1890er Jahren wurden diverse weitere Villen, vor allem entlang der Strände gebaut. Die älteren Villen verfügen über große, unregelmäßig geschnittene Grundstücke. Es bestanden Dampfbootverbindungen, die in den 1890er Jahren an vier Anlegestellen auf der Insel (Toppudden, Vårfruudden, Wimret und Baggetorp) stoppten.
Einige der Sommerhäuser sind noch nach ursprünglichen Bewohnern der Insel benannt, so Lindset nach dem Schiffer und Fischer Carl Magnus Lind und Wimret nach dem Tagelöhner Johan Wimmer. Weitere Sommerhäuser entstanden dann ab den 1930er Jahren. Heute befinden sich auf Tegelön mehr als 80 Häuser.